# Józef Majka
Józef Majka (ur. 31 maja 1918 w Suchorzowie, zm. 19 marca 1993 we Wrocławiu) – polski duchowny katolicki, teolog, filozof, socjolog, specjalizujący się w etyce życia gospodarczego, filozofii społecznej, autor książki Na krzywych liniach.

## Życiorys
Urodził się 31 maja 1918 roku w Suchorzowie, koło Tarnobrzega w rodzinie chłopskiej, jako syn Wojciecha i Wiktorii z domu Fidalskich; był ich trzynastym i ostatnim dzieckiem. Uczęszczał do szkoły podstawowej w Suchorzowie a później do szkoły podstawowej w Baranowie Sandomierskim. Uczęszczał do II Gimnazjum im. hetmana Jana Tarnowskiego w Tarnowie, które ukończył w 1937, uzyskując świadectwo dojrzałości. Następnie wstąpił do Wyższego Seminarium Duchownego. Święcenia kapłańskie przyjął 8 sierpnia 1942 roku z rąk biskupa Edwarda Komara. Początkowo pracował jako wikary w Bieczu (1942-1945), Nawojowej (1945) i w Nowym Sączu (1945-1946).
Po zakończeniu II wojny światowej kierował Krajowa Centralą Caritas w Warszawie i podjął studia specjalistyczne w Akademii Nauk Politycznych i na Katolickim Uniwersytecie Lubelskim, gdzie uzyskał stopień doktora w zakresie filozofii chrześcijańskiej w 1952 roku. 
Prowadził zajęcia dydaktyczne na KUL-u i w Wyższym Seminarium Duchownym w Tarnowie oraz w Lublinie. Był członkiem różnych towarzystw naukowych i komisji Episkopatu Polski oraz długoletnim konsultorem Rzymskiego Sekretariatu dla Niewierzących. Współpracował z licznymi redakcjami czasopism w kraju i zagranicą. W latach 1968–1980 wykładał na PAT w Krakowie. Był pionierem socjologii religii w Polsce i przewodniczącym Sekcji Socjologicznej Zakładów Teologicznych w Polsce, autorem ok. 300 artykułów naukowych i publicystycznych - głównie z zakresu socjologii religii i katolickiej nauki społecznej. 
W 1970 roku przybył do Wrocławia, gdzie objął stanowisko rektora PWT i Metropolitalnego Wyższego Seminarium Duchownego (pełnił je do 1988 r.). Wykazał się tu dużą pomysłowością i pracowitością. Był współorganizatorem Wrocławskich Dni Duszpasterskich i różnych okazyjnych sympozjów. W roku 1971 wszedł do grona kapituły katedralnej, w 1983 został prałatem papieskim, a w 1990 otrzymał godność protonotariusza apostolskiego. W 1971 uzyskał tytuł profesora nadzwyczajnego, a w 1985 roku profesora zwyczajnego. Był laureatem wielu nagród i wyróżnień m.in. Nagrody im. Księdza Idziego Radziszewskiego Towarzystwa Naukowego KUL za rok (1988), za całokształt dorobku naukowego w duchu humanizmu chrześcijańskiego. 
Zmarł 19 marca 1993 roku we Wrocławiu. Został pochowany na cmentarzu św. Wawrzyńca.

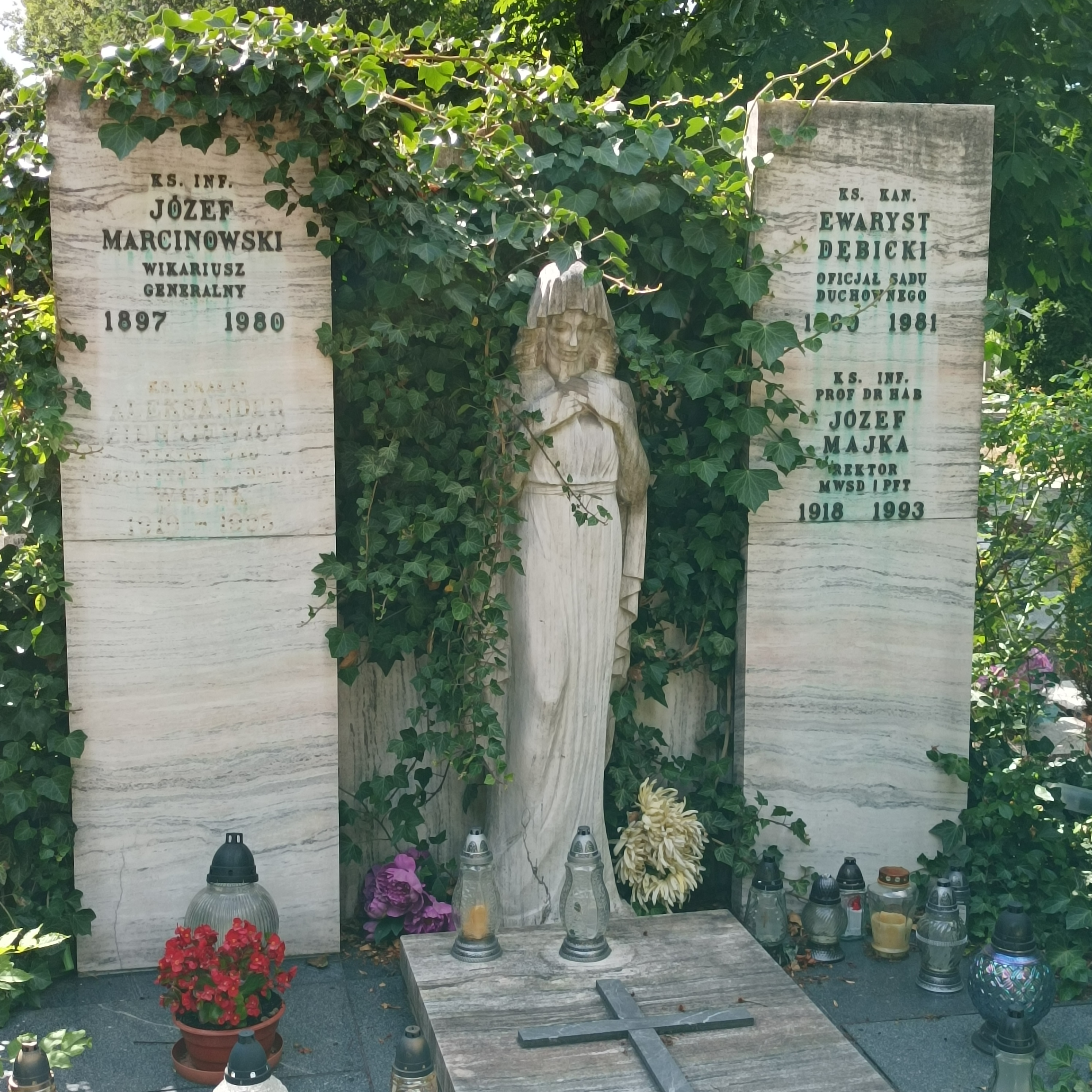
Grób ks. Józefa Majki i ks. Józefa Marcinowskiego na cmentarzu św. Wawrzyńca we Wrocławiu

## Publikacje
- Zagadnienie płac w świetle katolickiego personalizmu, wyd. KUL, Lublin 1952.
- Procent i lichwa w katolickiej nauce moralnej, wyd. KUL, Lublin 1958.
- Komentarz do encykliki "Mater et Magistra", wyd. KUL, Lublin 1963.
- Komentarz do encykliki "Pacem in terris", wyd. KUL, Lublin 1964.
- Komentarz do encykliki "Populorum progressio", wyd. KUL, Lublin 1968.
- Socjologia parafii, wyd. KUL, Lublin 1971.
- Komentarz do encykliki "Sollicitudo rei socialis", wyd. Tum, Wrocław 1988.
- Metodologia nauk teologicznych, wyd. Tum, Wrocław 1995, ISBN 8386204664
- Dokumenty nauki społecznej Kościoła, wyd. KUL, Lublin 1996.
- Rozważania o etyce pracy, wyd. Tum, Wrocław 1997, ISBN 8386968257
- Etyka społeczna i polityczna, wyd. ODiSS, Warszawa 1993, ISBN 8370120520
- Przemiany społeczno-gospodarcze w świetle etyki społecznej, wyd. DP, Warszawa 1993.
- Jaka Polska?, wyd. Tum, Wrocław 1991.
- Taniec pośród mieczów, wyd. WKA, Wrocław 1987.
- Katolicka nauka społeczna, wyd. ODiSS, Warszawa 1988, ISBN 8300004556
- Etyka życia gospodarczego, wyd. ODiSS, Warszawa 1980, ISBN 8300001271
- Filozofia społeczna, wyd. ODiSS, Warszawa 1982 ISBN 8300000119